# Iwona Banach
Iwona Banach z domu Pizoń (ur. 2 stycznia 1960 w Bolesławcu) – polska pisarka i tłumaczka literatury pięknej.

## Życiorys
W 1986 roku ukończyła romanistykę na Katolickim Uniwersytecie Lubelskim, w 2000 roku resocjalizację na Wyższej Szkole Pedagogiki Specjalnej w Warszawie.
Pracuje jako nauczycielka i tłumaczka języków francuskiego i włoskiego.

## Nagrody i wyróżnienia
- 1998 – wyróżnienie w konkursie Twój Styl – Dzienniki Kobiet[4]
- 2013 – pierwsza nagroda w Ogólnopolskim Konkursie Literackim Wydawnictwa „Nasza Księgarnia”[5]

## Powieści
Seria z trupem:
- Niedaleko pada trup od denata (Tom 1, Wydawnictwo Dragon, 2019)[6]
- Głodnemu trup na myśli (Tom 2, Wydawnictwo Dragon, 2020)[7]
- Gdzie diabeł nie może tam trupa pośle (Tom 3, Wydawnictwo Dragon, 2021)[8]
- Do zakopania jeden trup (Seria z trupem, tom 4, 2022)

- Białe święta, zimny trup (Seria z trupem, tom 5, Wydawnictwo Dragon, 2023)

Seria z papugą:
- Stara zbrodnia nie rdzewieje (Seria z papugą, tom 1, Wydawnictwo Dragon, 2020)[9]
- Morderstwo na śniadanie (Seria z papugą, tom 2, Wydawnictwo Dragon, 2021)[10]
- Tango z rożnem (Seria z papugą, tom 3, Wydawnictwo Dragon, 2023)

Seria: Gnomon
- Gnomon i tajemnica starego domu (Gnomon, tom 1, 2021)
- Agatowa komnata (Gnomon, tom 2, 2022)
- Czort z Zakopca (Gnomon, tom 3, Wydawnictwo Dwukropek, 2024)

Seria: Geriatryczne Biuro Śledcze
- Geriatryczne Biuro Śledcze (Geriatryczne biuro śledcze, tom 1, Skarpa Warszawska, 2023)

- Zajazd pod Szalonym Mnichem (Geriatryczne biuro śledcze, tom 2, Skarpa Warszawska, 2024)

Pozostałe powieści:
- Pokonać strach (Księgarnia św. Jacka, 2004)
- Chwast (Zysk i S-ka, 2005)[11]
- Pocałunek fauna (Zysk i S-ka, 2007)[12]
- Szczęśliwy pech (Wydawnictwo „Nasza Księgarnia”, 2013)[13]
- Lokator do wynajęcia (Wydawnictwo „Nasza Księgarnia”, 2014)[14]
- Klątwa utopców (Wydawnictwo „Nasza Księgarnia”, 2015)[15]
- Czarci krąg (Wydawnictwo Szara Godzina, 2016)[16]
- Maski zła (Wydawnictwo Szara Godzina, 2016)[17]
- Pewnej zimy nad morzem (Wydawnictwo Lucky, 2019)[18]
- Wakacje z truchłami (Wydawnictwo Lekkie, 2021)
- Królowa Śniegu nie żyje (Wydawnictwo Dragon, 2021)
- Wieczór kawalerski (Saga Egmont, 2021; początkowo w antologii: Tarnowskie Góry Kryminalne, Wydawnictwo Almaz, 2021)
- Śmierć na blogowisku (Wydawnictwo Lekkie, 2022)
- Kocha, lubi, morduje (Wydawnictwo Lekkie, 2022)
- Wigilia ze skutkiem śmiertelnym (Skarpa Warszawska, 2022)
- Seks, książki i pieniążki (Skarpa Warszawska, 2023)
- Świąteczne duchobranie (Skarpa Warszawska, 2023)
- Kosmitek (Wydawnictwo Dwukropek, 2023)
- Upiór w moherze (Wydawnictwo Dragon, 2024)
- Zemsta na lokacie (Skarpa Warszawska, 2024)
- Śmierć żonokrążcy (Bookend, 2024)
- Przeklęta rzeźba i klątwa pasztetu (Skarpa Warszawska, 2024)
- How do you trup? (Bookend, 2024)
- Mord w Las Vegas (Skarpa Warszawska, 2024)
- Trup nocy letniej (Bookend, 2024)
- Miłość i mordercze parówki (Skarpa Warszawska, 2025)
- Morderstwo sobotniej nocy (Bookend, 2025)

## Pozostała twórczość
- Piramida czasu (opowiadanie w czasopismie Science Fiction 2002 07 (17), 2002)
- Kto miłością wojuje... (opowiadanie w antologii Tarnowskie Góry Romantycznie, Wydawnictwo Almaz, 2022)
- Waleczne serce (antologia opowiadań, 2023)
- Mordek (Wydawnictwo Bębenek, 2024, audiobook)
- Syriusz. Gwiezdny pies (Saga Egmont, 2024, e-book)
- Na tropie tajemnic. Antologia opowiadań detektywistycznych (antologia opowiadań, Wydawnictwo Dwukropek, 2025)

## Tłumaczenia
- Lorraine Fouchet – Między niebem a Lou (Entre ciel et Lou) (Media Rodzina, 2017)[19]
- Heddi Goodrich – Zagubieni w Neapolu (Perduti Nei Quartieri Spagnoli) (Zysk i S-ka, 2020)[20]
- Tiziano Terzani – Koniec jest moim początkiem (Fine è il mio inizio) (Zysk i S-ka)
- Alexandra David-Néel – Mistycy i magowie Tybetu (Mystiques et Magiciens du Tibet) (Zysk i S-ka)
- Yi Mun-yol – Syn człowieczy (Saramŭi Adul) (Zysk i S-ka)
- Raymond Maufrais – Zielone piekło (Aventures au Mato Grosso (1951), Aventures en Guyane (1952)) (Zysk i S-ka)